# Pflanze

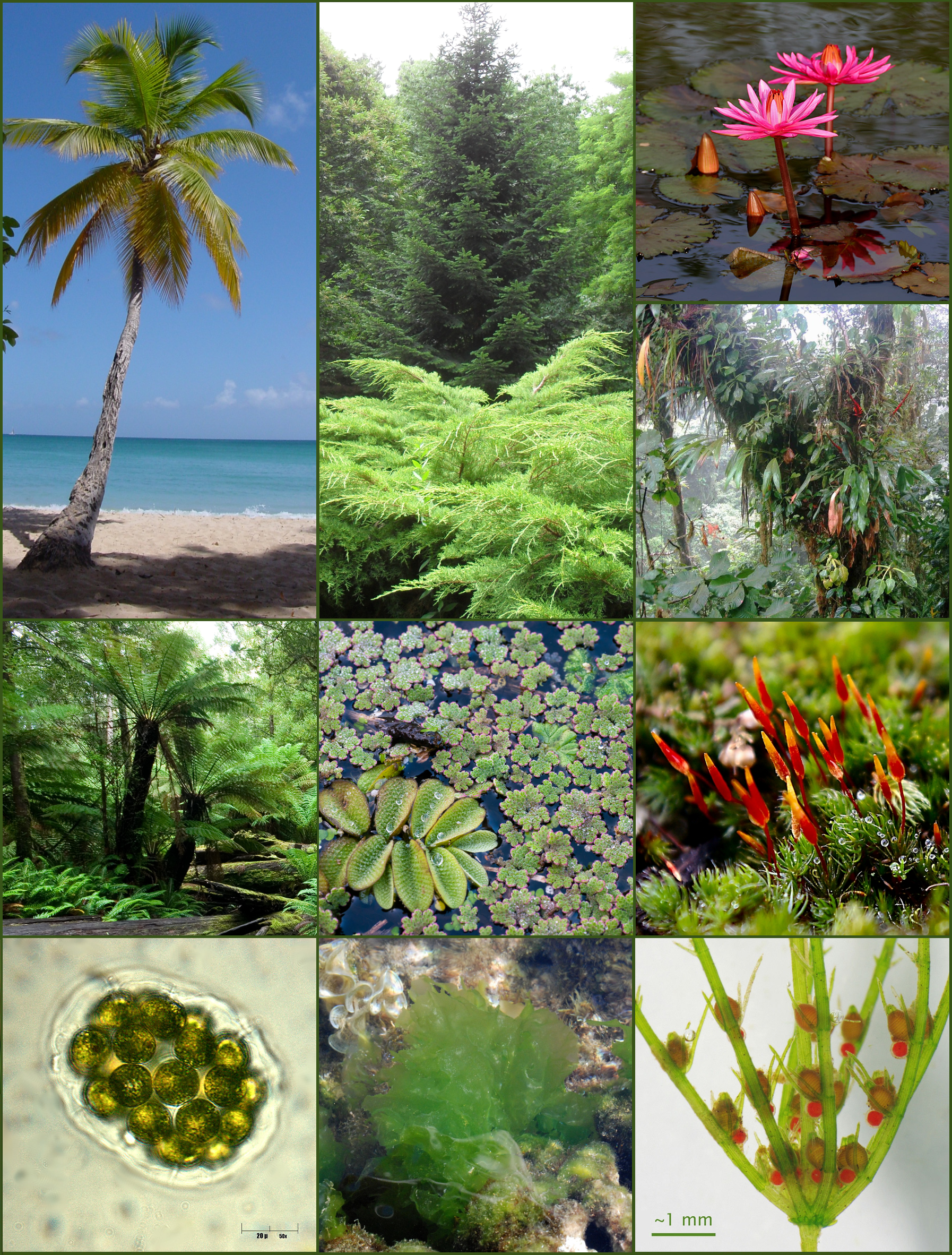
Verschiedene Vertreter des Pflanzenreichs

Als Pflanzen (lateinisch Plantae) werden Lebewesen bezeichnet, die sich nicht fortbewegen können und Photosynthese betreiben. Pilze und Bakterien, die früher auch als zum Pflanzenreich gehörig betrachtet wurden, sind heute ausgeschlossen. Derzeit sind verschiedene Definitionen der Pflanzen gebräuchlich, die sich darin unterscheiden, ob bzw. welche Gruppen von Algen neben den Landpflanzen (Embryophyta) aufgenommen werden. Das Teilgebiet der Biologie, das sich aus historischen Gründen mit der Erforschung der Pflanzen einschließlich aller Algen und der Pilze befasst, ist die Botanik. 2016 waren 374.000 Pflanzenarten bekannt.
Der konkrete Lebensraum einer Pflanze heißt Standort. In der Regel teilen sich verschiedene Pflanzenarten einen Standort. Nach der Zusammensetzung aller dort vorkommenden Arten werden standorttypische Pflanzengesellschaften beschrieben. Werden vorrangig die artübergreifenden Eigentümlichkeiten betrachtet (gleichartige Verteilungsmuster, Gestalt- und Wuchsformen sowie Strategien gegen vorherrschende extreme Umweltbedingungen wie Trockenheit, Kälte, Feuer etc.), spricht man von Pflanzenformationen.
In Bezug auf größere geographische Räume wird die Gesamtheit aller dort lebenden Pflanzengesellschaften mit Blick auf ihre Stellung innerhalb der biologischen Systematik (Arten, Gattungen, Familien usw.) als Flora bezeichnet, während die Gesamtheit aller Pflanzenformationen Vegetation genannt wird.

## Begriffsgeschichte

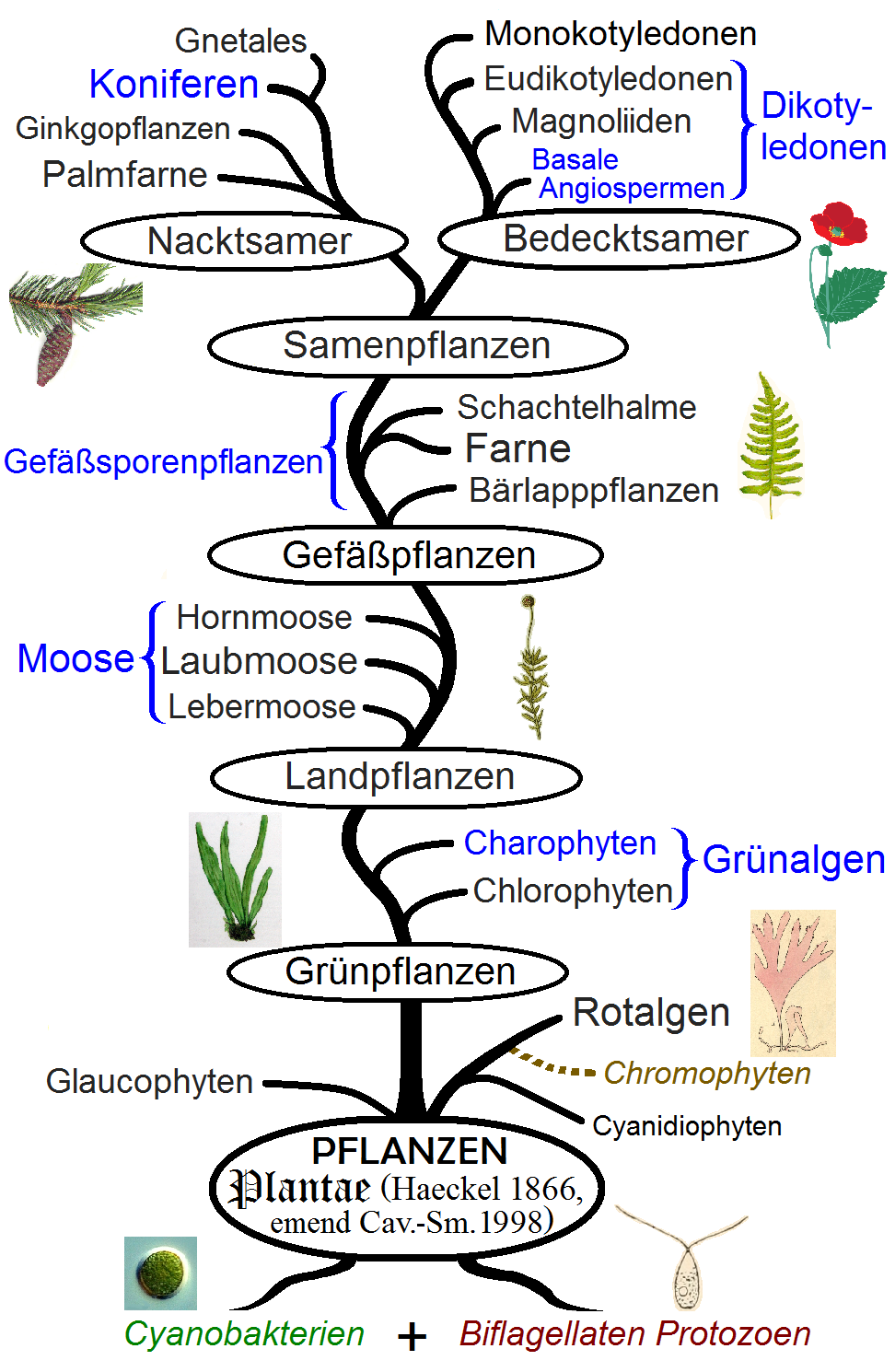
Die Phylogenie der Pflanzen in einem weit gefassten Sinn mit den verschiedenen im Text erwähnten Gruppen. Paraphyletische Gruppen sind blau gekennzeichnet.

Der Ausdruck Pflanze von althochdeutsch pflanze ist als Fremdwort im 6. Jahrhundert entlehnt worden vom lateinischen Wort planta für ‚Sohle, Fußsohle, Setzling‘. Er geht zurück auf plantare in Bezug auf das Festtreten der Erde um einen frisch gepflanzten Setzling mit der Sohle bzw. dem Fuß. „Pflanzen“ waren also ursprünglich vor allem die Kulturpflanzen. Im Lateinischen war für das Pflanzenreich der Ausdruck vegetabilia gebräuchlich, der auf die Verben vegere ‚in Kraft sein, blühen‘ und vegetare ‚beleben, erregen‘ zurückzuführen ist (etymologisch verwandt mit dem deutschen wachsen).

## Einteilung
Die erste Behandlung von Pflanzen als einer besonderen Kategorie von Naturwesen findet sich im Werk des Aristoteles. Dieser unterschied in seinem Werk De anima die Wesen (Mineralien, Pflanzen, Tiere und Menschen) nach der Ausprägung ihrer Seele. Eine nährende oder vegetative Seele, die für Wachstum und Fortpflanzung verantwortlich sei, komme allen Lebewesen, also auch den Pflanzen, zu. Tiere haben zusätzlich die Fähigkeit zur Sinneswahrnehmung, ein Gefühlsleben und die Fähigkeit zu einer aktiven Fortbewegung. Erste tiefergehende Untersuchungen über Pflanzen stellte sein Schüler und Nachfolger Theophrast an, der deshalb als „Vater der Botanik“ gilt. Die Pflanzen wurden im Mittelalter (Theophrast folgend) nach ihren Lebensformen bzw. (gemäß Hermann Meusel) Wuchsformen (Habitus) in Bäume, Sträucher, Stauden (bzw. Halbsträucher) und Kräuter eingeteilt (bei Albertus Magnus in Bäume, Bäumcen, Sträuche, Stauden, Kräuter, Pilz und dergleichen).
Die aristotelische Unterscheidung dreier Naturreiche (Mineralien, Pflanzen und Tiere) blieb lange Zeit maßgeblich. Auch Carl von Linné folgte im 18. Jahrhundert dieser Unterteilung in seinem Werk Systema Naturae. Im 19. Jahrhundert ergänzte Anton Kerner bezüglich der botanischen Systematik die alte Einteilung in Bäume, Sträucher, Stauden und Kräuter um die Grundeinheiten Blattpflanzen, Filzpflanzen, Schlingpflanzen, Fadenpflanzen, Röhrenpflanzen, Halmpflanzen, Schwämme und Krustenpflanzen. 1969 schlug Robert Whittaker vor, die Pilze als eigenes Reich aus dem Pflanzenreich auszugliedern, und dies setzte sich allmählich durch. Neuere Definitionen des Pflanzenreichs unterscheiden sich darin, ob beziehungsweise welche Algen zu den Pflanzen gezählt werden. In der engsten Fassung werden alle Algen ausgeschlossen und nur noch die Embryophyta oder Landpflanzen als Pflanzen bezeichnet, zu denen die Samenpflanzen, die Farne, die Schachtelhalme, die Bärlappgewächse und die verschiedenen Gruppen der Moose gehören. Alternativ werden manche oder alle Grünalgen hinzugenommen; andere Autoren beziehen zusätzlich noch die Rotalgen und die Glaucophyta mit ein.

## Merkmale und Bedeutung
Das wesentliche Charakteristikum, durch das sich Pflanzen von Tieren und von Pilzen unterscheiden, ist der Besitz von Chloroplasten und damit die photoautotrophe Lebensweise. Letzteres bedeutet, dass sie die zum Leben notwendige Energie durch Photosynthese gewinnen können (Phototrophie) und dass sie keine organische Nahrung benötigen (Autotrophie), sondern organische Substanzen durch die Assimilation von Kohlendioxid bilden können. Dabei tragen die Landpflanzen (Embryophyta) zu etwa 50 % der photosynthetischen Primärproduktion bei. 30 % entfallen auf Algen und autotrophe Protisten etwa unter den Dinoflagellaten, 20 % auf Prokaryoten wie die Cyanobakterien. Die Cyanobakterien (früher Blaualgen genannt) weisen viele Übereinstimmungen mit den Chloroplasten auf, und laut der allgemein akzeptierten Endosymbiontentheorie gingen letztere vor über einer Milliarde Jahren aus Cyanobakterien hervor, die als Symbionten aufgenommen wurden. Da die Photosynthese der natürliche Prozess ist, durch den Sauerstoff freigesetzt wird, geben die vorgenannten Zahlen auch den relativen Beitrag der verschiedenen phototrophen Lebewesen an der Sauerstoffproduktion an. Heterotrophe Lebewesen wie Menschen, Tiere und Pilze beziehen ihre Nahrung und den zur Atmung nötigen Sauerstoff letztlich von den autotrophen, wobei im Meer vor allem das Phytoplankton am Anfang der Nahrungskette steht.
Zur Bedeutung von Pflanzen für den Menschen siehe Nutzpflanzen und Zierpflanzen.
Gestresste Pflanzen können ihren Zustand neben Farbe, Geruch und Form auch durch Töne signalisieren, die jedoch im für Menschen nicht wahrnehmbaren Ultraschallbereich liegen.

## Dokumentation
- Die erstaunlichen Fähigkeiten der Pflanzen. Supersinne Regie: Thierry Berrod, ARTE F, Frankreich, 52 Minuten, 2023.